# Seznam soch v Lysé nad Labem
Seznam soch v Lysé nad Labem uvádí přehled soch a sousoší vyskytujících se v Lysé nad Labem na následujících místech:
- v zámku Lysá a v zámeckém parku
- v bývalém klášteře bosých augustiniánů sv. Jana Nepomuckého
- v interiéru a u ohradní zdi kostela sv. Jana Křtitele
- v Zámecké ulici, na Náměstí Bedřicha Hrozného, na Husově náměstí, v ulici Na Františku, u kaple svatého Václava

## Zámek Lysá
Alegorie ročních období
| Název                         | Fotografie | Poloha                            | Autor                           | Datace | Sloh | Materiál |
| ----------------------------- | ---------- | --------------------------------- | ------------------------------- | ------ | ---- | -------- |
| Alegorická socha putti Jaro   |            | schodiště v západním křídle zámku | dílna Ignáce Františka Platzera |        |      |          |
| Alegorická socha putti Léto   |            | schodiště v západním křídle zámku | dílna Ignáce Františka Platzera |        |      |          |
| Alegorická socha putti Podzim |            | schodiště v západním křídle zámku | dílna Ignáce Františka Platzera |        |      |          |
| Alegorická socha putti Zima   |            | schodiště v západním křídle zámku | dílna Ignáce Františka Platzera |        |      |          |

## Zámecký park
Alegorie ročních období
| Název            | Fotografie | Poloha                    | Autor                                                                                             | Datace      | Sloh    | Materiál            |
| ---------------- | ---------- | ------------------------- | ------------------------------------------------------------------------------------------------- | ----------- | ------- | ------------------- |
| Alegorie Jara    |            | jižní strana horní terasy | dílna Matyáše Bernarda Brauna, Sochař z Benátek (František Adámek z Benátek nebo Jan Dlouhý–Lang) | 1734 – 1735 | Barokní | jemnozrnný pískovec |
| Alegorie Léta    |            | jižní strana horní terasy | dílna Matyáše Bernarda Brauna, Sochař z Benátek (František Adámek z Benátek nebo Jan Dlouhý–Lang) | 1734 – 1735 | Barokní | jemnozrnný pískovec |
| Alegorie Podzimu |            | jižní strana horní terasy | dílna Matyáše Bernarda Brauna, Sochař z Benátek (František Adámek z Benátek nebo Jan Dlouhý–Lang) | 1734 – 1735 | Barokní | jemnozrnný pískovec |
| Alegorie Zimy    |            | jižní strana horní terasy | dílna Matyáše Bernarda Brauna, Sochař z Benátek (František Adámek z Benátek nebo Jan Dlouhý–Lang) | 1734 – 1735 | Barokní | jemnozrnný pískovec |

Alegorie světadílů
| Název                    | Fotografie | Poloha          | Autor                                                                                             | Datace                       | Sloh    | Materiál            |
| ------------------------ | ---------- | --------------- | ------------------------------------------------------------------------------------------------- | ---------------------------- | ------- | ------------------- |
| Alegorická socha Afrika  |            | jižní schodiště | dílna Matyáše Bernarda Brauna, Sochař z Benátek (František Adámek z Benátek nebo Jan Dlouhý–Lang) | kolem 1735 (kopie 1935–1936) | Barokní | jemnozrnný pískovec |
| Alegorická socha Amerika |            | jižní schodiště | dílna Matyáše Bernarda Brauna, Sochař z Benátek (František Adámek z Benátek nebo Jan Dlouhý–Lang) | kolem 1735 (kopie 1935–1936) | Barokní | jemnozrnný pískovec |
| Alegorická socha Asie    |            | jižní schodiště | dílna Matyáše Bernarda Brauna, Sochař z Benátek (František Adámek z Benátek nebo Jan Dlouhý–Lang) | kolem 1735 (kopie 1958)      | Barokní | jemnozrnný pískovec |
| Alegorická socha Evropa  |            | jižní schodiště | dílna Matyáše Bernarda Brauna, Sochař z Benátek (František Adámek z Benátek nebo Jan Dlouhý–Lang) | kolem 1735 (kopie 1958)      | Barokní | jemnozrnný pískovec |

Apollon a Venuše s malým Kupidem
| Název                          | Fotografie | Poloha                                       | Autor   | Datace                  | Sloh    | Materiál            |
| ------------------------------ | ---------- | -------------------------------------------- | ------- | ----------------------- | ------- | ------------------- |
| Apollon [kopie]                |            | horní terasa, na začátku středního schodiště | Neznámý | kolem 1696 (kopie 2002) | Barokní | jemnozrnný pískovec |
| Venuše s malým Kupidem [kopie] |            | horní terasa na začátku středního schodiště  | Neznámý | kolem 1696 (kopie 2002) | Barokní | jemnozrnný pískovec |

Alegorické sochy dne a noci
| Název                | Fotografie | Poloha            | Autor                                                                                             | Datace      | Sloh    | Materiál            |
| -------------------- | ---------- | ----------------- | ------------------------------------------------------------------------------------------------- | ----------- | ------- | ------------------- |
| Alegorická socha Den |            | střední schodiště | dílna Matyáše Bernarda Brauna, Sochař z Benátek (František Adámek z Benátek nebo Jan Dlouhý–Lang) | 1734 – 1735 | Barokní | jemnozrnný pískovec |
| Alegorická socha Noc |            | střední schodiště | dílna Matyáše Bernarda Brauna, Sochař z Benátek (František Adámek z Benátek nebo Jan Dlouhý–Lang) | 1734 – 1735 | Barokní | jemnozrnný pískovec |

Alegorie živlů
| Název                   | Fotografie | Poloha            | Autor                                                                                             | Datace     | Sloh    | Materiál            |
| ----------------------- | ---------- | ----------------- | ------------------------------------------------------------------------------------------------- | ---------- | ------- | ------------------- |
| Alegorická socha Země   |            | severní schodiště | dílna Matyáše Bernarda Brauna, Sochař z Benátek (František Adámek z Benátek nebo Jan Dlouhý–Lang) | kolem 1735 | Barokní | jemnozrnný pískovec |
| Alegorická socha Oheň   |            | severní schodiště | dílna Matyáše Bernarda Brauna, Sochař z Benátek (František Adámek z Benátek nebo Jan Dlouhý–Lang) | kolem 1735 | Barokní | jemnozrnný pískovec |
| Alegorická socha Vzduch |            | severní schodiště | dílna Matyáše Bernarda Brauna, Sochař z Benátek (František Adámek z Benátek nebo Jan Dlouhý–Lang) | kolem 1735 | Barokní | jemnozrnný pískovec |
| Alegorická socha Voda   |            | severní schodiště | dílna Matyáše Bernarda Brauna, Sochař z Benátek (František Adámek z Benátek nebo Jan Dlouhý–Lang) | kolem 1735 | Barokní | jemnozrnný pískovec |

Alegorie měsíců
| Název                     | Fotografie | Poloha                    | Autor                                                                                             | Datace      | Sloh    | Materiál            |
| ------------------------- | ---------- | ------------------------- | ------------------------------------------------------------------------------------------------- | ----------- | ------- | ------------------- |
| Alegorická socha Leden    |            | hlavní středová osa parku | dílna Matyáše Bernarda Brauna, Sochař z Benátek (František Adámek z Benátek nebo Jan Dlouhý–Lang) | 1734 – 1735 | Barokní | jemnozrnný pískovec |
| Alegorická socha Únor     |            | hlavní středová osa parku | dílna Matyáše Bernarda Brauna, Sochař z Benátek (František Adámek z Benátek nebo Jan Dlouhý–Lang) | 1734 – 1735 | Barokní | jemnozrnný pískovec |
| Alegorická socha Březen   |            | hlavní středová osa parku | dílna Matyáše Bernarda Brauna, Sochař z Benátek (František Adámek z Benátek nebo Jan Dlouhý–Lang) | 1734 – 1735 | Barokní | jemnozrnný pískovec |
| Alegorická socha Duben    |            | hlavní středová osa parku | dílna Matyáše Bernarda Brauna, Sochař z Benátek (František Adámek z Benátek nebo Jan Dlouhý–Lang) | 1734 – 1735 | Barokní | jemnozrnný pískovec |
| Alegorická socha Květen   |            | hlavní středová osa parku | dílna Matyáše Bernarda Brauna, Sochař z Benátek (František Adámek z Benátek nebo Jan Dlouhý–Lang) | 1734 – 1735 | Barokní | jemnozrnný pískovec |
| Alegorická socha Červen   |            | hlavní středová osa parku | dílna Matyáše Bernarda Brauna, Sochař z Benátek (František Adámek z Benátek nebo Jan Dlouhý–Lang) | 1734 – 1735 | Barokní | jemnozrnný pískovec |
| Alegorická socha Červenec |            | hlavní středová osa parku | dílna Matyáše Bernarda Brauna, Sochař z Benátek (František Adámek z Benátek nebo Jan Dlouhý–Lang) | 1734 – 1735 | Barokní | jemnozrnný pískovec |
| Alegorická socha Srpen    |            | hlavní středová osa parku | dílna Matyáše Bernarda Brauna, Sochař z Benátek (František Adámek z Benátek nebo Jan Dlouhý–Lang) | 1734 – 1735 | Barokní | jemnozrnný pískovec |
| Alegorická socha Září     |            | hlavní středová osa parku | dílna Matyáše Bernarda Brauna, Sochař z Benátek (František Adámek z Benátek nebo Jan Dlouhý–Lang) | 1734 – 1735 | Barokní | jemnozrnný pískovec |
| Alegorická socha Říjen    |            | hlavní středová osa parku | dílna Matyáše Bernarda Brauna, Sochař z Benátek (František Adámek z Benátek nebo Jan Dlouhý–Lang) | 1734 – 1735 | Barokní | jemnozrnný pískovec |
| Alegorická socha Listopad |            | hlavní středová osa parku | dílna Matyáše Bernarda Brauna, Sochař z Benátek (František Adámek z Benátek nebo Jan Dlouhý–Lang) | 1734 – 1735 | Barokní | jemnozrnný pískovec |
| Alegorická socha Prosinec |            | hlavní středová osa parku | dílna Matyáše Bernarda Brauna, Sochař z Benátek (František Adámek z Benátek nebo Jan Dlouhý–Lang) | 1734 – 1735 | Barokní | jemnozrnný pískovec |

Alegorie sedmera svobodných umění
| Název                                         | Fotografie | Poloha                                                 | Autor                           | Datace       | Sloh                       | Materiál            |
| --------------------------------------------- | ---------- | ------------------------------------------------------ | ------------------------------- | ------------ | -------------------------- | ------------------- |
| Alegorická socha putti Geometrie              |            | horní terasa                                           | dílna Ignáce Františka Platzera |              | Pozdní baroko, Klasicismus | jemnozrnný pískovec |
| Alegorická socha putti Rétorika               |            | před jižním průčelím severního křídla zámku            | dílna Ignáce Františka Platzera |              | Pozdní baroko, Klasicismus | jemnozrnný pískovec |
| Alegorická socha putti Astronomie             |            |                                                        | dílna Ignáce Františka Platzera |              | Pozdní baroko, Klasicismus | jemnozrnný pískovec |
| Alegorická socha putti Gramatika – Literatura |            | dočasný deposit, dříve u severovýchodního nároží zámku | dílna Ignáce Františka Platzera | po roce 1764 | Pozdní baroko, Klasicismus | jemnozrnný pískovec |

Sochy sfing
| Název                          | Fotografie | Poloha        | Autor                           | Datace                        | Sloh    | Materiál            |
| ------------------------------ | ---------- | ------------- | ------------------------------- | ----------------------------- | ------- | ------------------- |
| Socha Sfinga na jižní straně   |            | spodní terasa | dílna Ignáce Františka Platzera | poslední čtvrtina 18. století | Barokní | jemnozrnný pískovec |
| Socha Sfinga na severní straně |            | spodní terasa | dílna Ignáce Františka Platzera | poslední čtvrtina 18. století | Barokní | jemnozrnný pískovec |

Sochy lvů a lvic
| Název                            | Fotografie | Poloha                        | Autor                                                                                             | Datace      | Sloh    | Materiál            |
| -------------------------------- | ---------- | ----------------------------- | ------------------------------------------------------------------------------------------------- | ----------- | ------- | ------------------- |
| Socha Lva na severní straně      |            | spodní terasa, u příčné cesty | dílna Matyáše Bernarda Brauna, Sochař z Benátek (František Adámek z Benátek nebo Jan Dlouhý–Lang) | 1734 – 1735 | Barokní | jemnozrnný pískovec |
| Socha Lva na jižní straně straně |            | spodní terasa, u příčné cesty | dílna Matyáše Bernarda Brauna, Sochař z Benátek (František Adámek z Benátek nebo Jan Dlouhý–Lang) | 1734 – 1735 | Barokní | jemnozrnný pískovec |
| Socha Lvice na severní straně    |            | spodní terasa, u příčné cesty | dílna Matyáše Bernarda Brauna, Sochař z Benátek (František Adámek z Benátek nebo Jan Dlouhý–Lang) | 1734 – 1735 | Barokní | jemnozrnný pískovec |
| Socha Lvice na jižní straně      |            | spodní terasa, u příčné cesty | dílna Matyáše Bernarda Brauna, Sochař z Benátek (František Adámek z Benátek nebo Jan Dlouhý–Lang) | 1734 – 1735 | Barokní | jemnozrnný pískovec |

Soubor antických bohů
| Název                               | Fotografie | Poloha        | Autor                           | Datace     | Sloh          | Materiál            |
| ----------------------------------- | ---------- | ------------- | ------------------------------- | ---------- | ------------- | ------------------- |
| Alegorická socha Zeus (Jupiter)     |            | spodní terasa | dílna Ignáce Františka Platzera | kolem 1760 | Pozdní baroko | jemnozrnný pískovec |
| Alegorická socha Vulkán (Héfaistos) |            | spodní terasa | dílna Ignáce Františka Platzera | kolem 1760 | Pozdní baroko | jemnozrnný pískovec |
| Alegorická socha Diana (Artemis)    |            | spodní terasa | dílna Ignáce Františka Platzera | kolem 1760 | Pozdní baroko | jemnozrnný pískovec |
| Alegorická socha Pomona             |            | spodní terasa | dílna Ignáce Františka Platzera | kolem 1760 | Pozdní baroko | jemnozrnný pískovec |
| Alegorická socha Gaia               |            | spodní terasa | dílna Ignáce Františka Platzera | kolem 1760 | Pozdní baroko | jemnozrnný pískovec |
| Alegorická socha Neptun (Poseidón)  |            | spodní terasa | dílna Ignáce Františka Platzera | kolem 1760 | Pozdní baroko | jemnozrnný pískovec |

## Bývalý klášter bosých augustiniánů sv. Jana Nepomuckého
Jižní křídlo
| Název                      | Fotografie | Poloha               | Autor                                                              | Datace | Sloh    | Materiál |
| -------------------------- | ---------- | -------------------- | ------------------------------------------------------------------ | ------ | ------- | -------- |
| Socha sv. Jana Nepomuckého |            | štít jižního průčelí | Sochař z Benátek (František Adámek z Benátek nebo Jan Dlouhý–Lang) | 1738   | Barokní | pískovec |
| Socha anděla               |            | štít jižního průčelí | Sochař z Benátek (František Adámek z Benátek nebo Jan Dlouhý–Lang) | 1738   | Barokní | pískovec |
| Socha anděla               |            | štít jižního průčelí | Sochař z Benátek (František Adámek z Benátek nebo Jan Dlouhý–Lang) | 1738   | Barokní | pískovec |

Východní křídlo
| Název               | Fotografie | Poloha                  | Autor | Datace | Sloh    | Materiál |
| ------------------- | ---------- | ----------------------- | ----- | ------ | ------- | -------- |
| Socha sv. Augustina |            | štít východního průčelí |       | 1734   | Barokní | pískovec |

## Kostel sv. Jana Křtitele

### Interiér kostela
Apoštolové
| Název           | Fotografie | Poloha                                   | Autor | Datace | Sloh    | Materiál |
| --------------- | ---------- | ---------------------------------------- | ----- | ------ | ------- | -------- |
| Socha sv. Petra |            | Hlavní oltář zasvěcený sv. Janu Křtiteli |       |        | Barokní |          |
| Socha sv. Pavla |            | Hlavní oltář zasvěcený sv. Janu Křtiteli |       |        | Barokní |          |

### Ohradní zeď kostela
Církevní otcové
| Název                     | Fotografie | Poloha                                | Autor                                                                | Datace     | Sloh    | Materiál            |
| ------------------------- | ---------- | ------------------------------------- | -------------------------------------------------------------------- | ---------- | ------- | ------------------- |
| Socha sv. Ambrože         |            | Ohradní zeď kostela sv. Jana Křtitele | Jan Dlouhý–Lang                                                      |            | Barokní | jemnozrnný pískovec |
| Socha sv. Jeronýma        |            | Ohradní zeď kostela sv. Jana Křtitele | Matyáš Bernard Braun                                                 | kolem 1718 | Barokní | jemnozrnný pískovec |
| Socha sv. Augustina       |            | Ohradní zeď kostela sv. Jana Křtitele | František Adámek z Benátek podle předlohy od Matyáše Bernarda Brauna | kolem 1741 | Barokní | jemnozrnný pískovec |
| Socha sv. Řehoře Velikého |            | Ohradní zeď kostela sv. Jana Křtitele | Matyáš Bernard Braun                                                 | kolem 1735 | Barokní | jemnozrnný pískovec |

Archandělové
| Název                                     | Fotografie | Poloha                                | Autor                         | Datace     | Sloh    | Materiál            |
| ----------------------------------------- | ---------- | ------------------------------------- | ----------------------------- | ---------- | ------- | ------------------- |
| Socha archanděla Gabriela                 |            | Ohradní zeď kostela sv. Jana Křtitele | dílna Matyáše Bernarda Brauna | kolem 1730 | Barokní | jemnozrnný pískovec |
| Socha archanděla Rafaela (Anděla strážce) |            | Ohradní zeď kostela sv. Jana Křtitele | František Adámek z Benátek    | 1741       | Barokní | jemnozrnný pískovec |

Svatí
| Název                            | Fotografie | Poloha                                | Autor                      | Datace     | Sloh    | Materiál            |
| -------------------------------- | ---------- | ------------------------------------- | -------------------------- | ---------- | ------- | ------------------- |
| Socha sv. Antonína Poustevníka   |            | Ohradní zeď kostela sv. Jana Křtitele | Jan Brokoff                | kolem 1695 | Barokní | jemnozrnný pískovec |
| Socha sv. Františka Serafínského |            | Ohradní zeď kostela sv. Jana Křtitele | Matyáš Bernard Braun       | kolem 1730 | Barokní | jemnozrnný pískovec |
| Socha sv. Josefa                 |            | Ohradní zeď kostela sv. Jana Křtitele | František Adámek z Benátek | kolem 1741 | Barokní | jemnozrnný pískovec |

Evangelisté
| Název             | Fotografie | Poloha                                | Autor                      | Datace     | Sloh    | Materiál            |
| ----------------- | ---------- | ------------------------------------- | -------------------------- | ---------- | ------- | ------------------- |
| Socha sv. Matouše |            | Ohradní zeď kostela sv. Jana Křtitele | František Adámek z Benátek | kolem 1741 | Barokní | jemnozrnný pískovec |
| Socha sv. Marka   |            | Ohradní zeď kostela sv. Jana Křtitele | František Adámek z Benátek | 1741       | Barokní | jemnozrnný pískovec |
| Socha sv. Lukáše  |            | Ohradní zeď kostela sv. Jana Křtitele | František Adámek z Benátek |            | Barokní | jemnozrnný pískovec |
| Socha sv. Jana    |            | Ohradní zeď kostela sv. Jana Křtitele | František Adámek z Benátek |            | Barokní | jemnozrnný pískovec |

## Zámecká ulice
| Název                      | Fotografie | Poloha        | Autor                     | Datace                     | Sloh    | Materiál               |
| -------------------------- | ---------- | ------------- | ------------------------- | -------------------------- | ------- | ---------------------- |
| Socha sv. Floriána         |            | Zámecká ulice | Neznámý                   | 2. polovina 18. století    | Barokní | pískovec               |
| Socha sv. Jana Nepomuckého |            | Zámecká ulice | následovník Jana Brokoffa | první čtvrtina 18. století | Barokní | středně zrnný pískovec |

## Náměstí Bedřicha Hrozného
| Název                        | Fotografie | Poloha                    | Autor          | Datace | Sloh           | Materiál            |
| ---------------------------- | ---------- | ------------------------- | -------------- | ------ | -------------- | ------------------- |
| Socha Panny Marie Immaculata |            | Náměstí Bedřicha Hrozného | Hugo Mauermann | 1881   | Neoklasicismus | jemnozrnný pískovec |

## Husovo náměstí
| Název           | Fotografie | Poloha         | Autor | Datace | Sloh | Materiál |
| --------------- | ---------- | -------------- | ----- | ------ | ---- | -------- |
| Busta Jana Husa |            | Husovo náměstí |       |        |      |          |

## Ulice Na Františku
| Název                                         | Fotografie | Poloha             | Autor                                                                                                   | Datace     | Sloh    | Materiál            |
| --------------------------------------------- | ---------- | ------------------ | --- | ---------- | ------- | ------------------- |
| Socha stigmatizace sv. Františka Serafínského |            | Ulice Na Františku | následovník Matyáše Bernarda Brauna, Sochař z Benátek (František Adámek z Benátek nebo Jan Dlouhý–Lang) | okolo 1725 | Barokní | jemnozrnný pískovec |

## Kaplička svatého Václava
| Název                       | Fotografie | Poloha                            | Autor                | Datace     | Sloh    | Materiál            |
| --------------------------- | ---------- | --------------------------------- | -------------------- | ---------- | ------- | ------------------- |
| Socha anděla radostné smrti |            | Dvorce, při rozcestí lesních cest | Matyáš Bernard Braun | kolem 1710 | Barokní | jemnozrnný pískovec |
| Socha anděla žalostné smrti |            | Dvorce, při rozcestí lesních cest | Matyáš Bernard Braun | kolem 1710 | Barokní | jemnozrnný pískovec |